# بخش بیرچ کریک، شهرستان پاین، مینه سوتا
بخش بیرچ کریک (به انگلیسی: Birch Creek Township) یک منطقهٔ مسکونی در ایالات متحده آمریکا است که در شهرستان پین، مینه‌سوتا واقع شده‌است.
 بخش بیرچ کریک ۹۰٫۹ کیلومتر مربع مساحت و ۲۱۷ نفر جمعیت دارد و ۴۰۱ متر بالاتر از سطح دریا واقع شده‌است.